# Гарден-Гоум-Вітфорд (Орегон)
Гарден-Гоум-Вітфорд (англ. Garden Home–Whitford) — переписна місцевість (CDP) в США, в окрузі Вашингтон штату Орегон. Населення — 7081 особа (2020).

## Географія
Гарден-Гоум-Вітфорд розташований за координатами 45°27′48″ пн. ш. 122°45′40″ зх. д. / 45.46333° пн. ш. 122.76111° зх. д. (45.463239, -122.761172).  За даними Бюро перепису населення США в 2010 році переписна місцевість мала площу 3,95 км², з яких 3,95 км² — суходіл та 0,01 км² — водойми.

## Демографія
Згідно з переписом 2010 року, у переписній місцевості мешкали 6674 особи в 2920 домогосподарствах у складі 1740 родин. Густота населення становила 1688 осіб/км².  Було 3026 помешкань (765/км²).
Расовий склад населення:
| - 89,0 % — білих - 4,1 % — азіатів - 1,0 % — чорних або афроамериканців - 0,4 % — корінних американців - 0,3 % — вихідців з тихоокеанських островів - 1,7 % — осіб інших рас |

До двох чи більше рас належало 3,5 %. Частка іспаномовних становила 4,4 % від усіх жителів.
За віковим діапазоном населення розподілялося таким чином: 19,6 % — особи молодші 18 років, 66,1 % — особи у віці 18—64 років, 14,3 % — особи у віці 65 років та старші. Медіана віку мешканця становила 41,4 року. На 100 осіб жіночої статі у переписній місцевості припадало 91,9 чоловіків;  на 100 жінок у віці від 18 років та старших — 88,7 чоловіків також старших 18 років.
Середній дохід на одне домашнє господарство  становив 82 230 доларів США (медіана — 62 449), а середній дохід на одну сім'ю — 101 469 доларів (медіана — 86 208). Медіана доходів становила 61 827 доларів для чоловіків та 49 052 долари для жінок. За межею бідності перебувало 7,6 % осіб, у тому числі 6,9 % дітей у віці до 18 років та 7,8 % осіб у віці 65 років та старших.
Цивільне працевлаштоване населення становило 3218 осіб. Основні галузі зайнятості: освіта, охорона здоров'я та соціальна допомога — 29,0 %, виробництво — 14,2 %, науковці, спеціалісти, менеджери — 12,5 %, роздрібна торгівля — 11,2 %.